# Red (musikgrupp)
Red (ibland skrivet R3D) är ett amerikanskt kristet rockband från Nashville, Tennessee som bildades 2002.

## Historia

### End of Silence
Bandets debutalbum, End of Silence, utgavs 2006 och blev nominerat för en Grammy Award i kategorin "Best Rock or Rap Gospel Album" 
Albumets första singel, "Breathe Into Me", stannade på en femtondeplacering på US Mainstream Rock-listan och vann "Årets rocklåt" på GMA Dove Award 2007.
27 november 2007 var Reds skåpbil med i en krock på Interstate 24. Bilarna skadades svårt och tidigare trummisen Hayden Lamb skadade axeln så illa att han inte kunde spela under turnén.

### Innocence & Instinct
Bandets andra studioalbum, Innocence & Instinct, släpptes 10 februari 2009. Albumet innehåller tio låtar, bland annat singeln "Death of Me". Specialutgåvan släpptes samma dag och innehålla fyra extralåtar, musikvideon till "Death of Me" och en bakom kulisserna-dokumentär.

### Until We Have Faces
Until We Have Faces är bandets tredje studioalbum.

## Medlemmar
Nuvarande medlemmar
- Michael Barnes – sång, piano (2002– )
- Anthony Armstrong – sologitarr, rytmgitarr, bakgrundssång (2002– )
- Randy Armstrong – basgitarr, piano, keyboard, bakgrundssång (2002– )
- Brian Medeiros - trummor (2022- )

Tidigare medlemmar
- Andrew Hendrix – trummor, slagverk (2004–2005)
- Jasen Rauch – gitarr (2004–2009, 2017)
- Hayden Lamb – trummor, slagverk (2005–2008)
- Joe Rickard – trummor, slagverk (2009–2014)
- Dan Johnson – trummor, slagverk (2019–2021)

Turnerande medlemmar
- Joe Rickard – trummor, slagverk (2008–2014)
- Dan Johnson – trummor, slagverk (2014–2018)

## Diskografi

### Studioalbum
| 2006                           | End of Silence         | Essential Records                            | 194 | 17 | 7 | 6 |
| 2009                           | Innocence And Instinct | Sony BMG                                     | —   | —  | — | — |
| 2011                           | Until We Have Faces    | Sony Music Entertainment / Essential Records | 2   | 1  | 1 | — |
| 2013                           | Release the Panic      | Sony Music Entertainment / Essential Records | 7   | 2  | 1 | — |
| 2015                           | Of Beauty And Rage     | Sony Music Entertainment / Essential Records | -   | -  | - | — |
| 2017                           | Gone                   | Essential Records                            | -   | -  | - | — |
| 2020                           | Declaration            | Red Entertainment, The Fuel                  | -   | -  | - | — |
| 2023                           | Rated R                |                                              | -   | -  | - | — |
| "—" släppet nådde inte listan. |                        |                                              |     |    |   |   |

### Singlar
| 2006                           | "Breathe Into Me"   | —  | 15 | End of Silence         |
| 2007                           | "Let Go"            | —  | 21 | End of Silence         |
| 2008                           | "Already Over"      | 26 | 18 | End of Silence         |
| 2008                           | "Fight Inside"      | —  | —  | Innocence And Instinct |
| 2008                           | "Never Be The Same" | —  | —  | Innocence And Instinct |
| 2008                           | "Death of Me"       | —  | —  | Innocence And Instinct |
| "—" släppet nådde inte listan. |                     |    |    |                        |